# أولاد ميمون (ضواحي البرادية)
أولاد ميمون هو دُوَّار يقع بجماعة برادية، إقليم الفقيه بن صالح، جهة بني ملال خنيفرة في المملكة المغربية. ينتمي الدوّار لمشيخة ضواحي البرادية التي تضم 9 دواوير. يقدر عدد سكانه بـ 146 نسمة حسب الإحصاء الرسمي للسكان والسكنى لسنة 2004.

## روابط خارجية
- البوابة الوطنية للجماعات الترابية
- المندوبية السامية للتخطيط